# 三星影业
三星影业（英語：TriStar Pictures, Inc.，1991年以前拼写为），是一个美国电影制片公司，為索尼影视娱乐公司旗下哥伦比亚电影公司的一个重要子公司。

## 商标
三星影业原始商标音乐由戴夫·格鲁辛作曲。1993年，Bill Johnson重混了新的商標音樂，這段音樂在1998年又被重新編曲了一次，並使用至今。
電影片頭是一匹白色的飛馬從遠處奔馳而來、展開雙翼。

## 電影列表
- 三星电影公司出品电影列表（英语：List of TriStar Pictures films）